# 데비카 라니
데비카 라니(힌디어: देविका रानी, 영어: Devika Rani, 1908년 3월 30일 ~ 1994년 3월 9일)는 인도의 배우, 디자이너, 가수이다. 1958년 파드마슈리 서훈자이다.